# Rhinobatos punctifer
Rhinobatos punctifer är en rockeart som beskrevs av Compagno och Randall 1987. Rhinobatos punctifer ingår i släktet gitarrfiskar, och familjen Rhinobatidae. IUCN kategoriserar arten globalt som otillräckligt studerad. Inga underarter finns listade i Catalogue of Life.